# Jüdischer Friedhof (Bad Honnef)

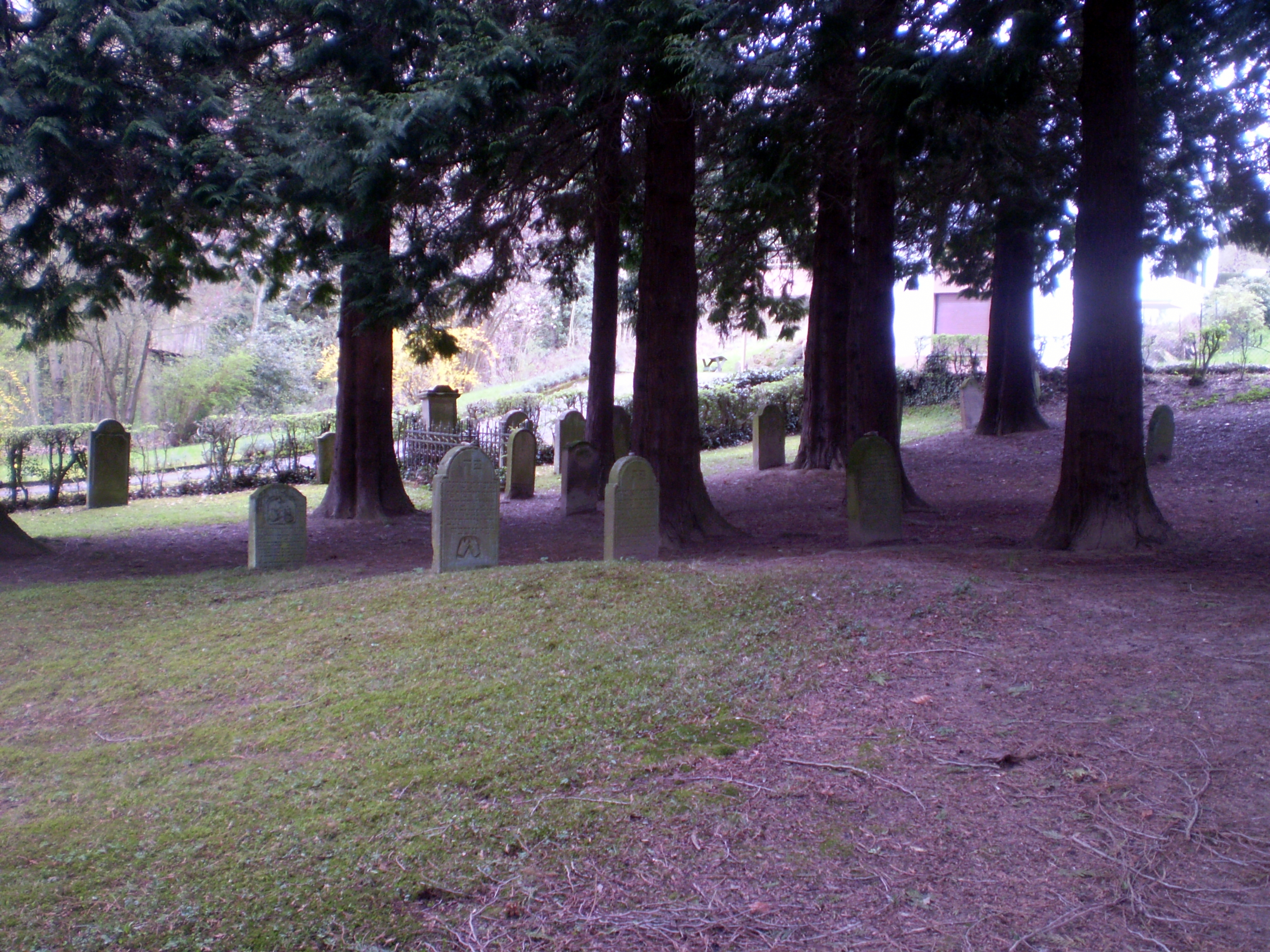
Jüdischer Friedhof (2012)

Der Jüdische Friedhof Bad Honnef liegt im Ortsteil Selhof der Stadt Bad Honnef im Rhein-Sieg-Kreis (Nordrhein-Westfalen). Er befindet sich am nordöstlichen und oberen Ende des Ortsteils auf etwa 115 m ü. NHN mit der Adresse Auf der Helte 29b. Der Friedhof steht als Baudenkmal unter Denkmalschutz.

## Geschichte
Der jüdische Friedhof, die älteste erhaltene Begräbnisstätte der Stadt, wurde ab 1666 von den Juden aus Honnef, Rheinbreitbach und Unkel belegt. Er ersetzte wahrscheinlich einen im gleichen Jahr aufgegebenen Friedhof beim Cleverhof in unmittelbarer Nähe der Pfarrkirche St. Johann Baptist und des damaligen katholischen Friedhofs. Einen weiteren jüdischen Friedhof gab es vermutlich in Rommersdorf.:103 f. Erst 1851 wurde der Friedhof Eigentum der jüdischen Gemeinde Honnef. Erweiterungen der Begräbnisstätte erfolgten kurz nach 1851 sowie in den Jahren 1884/85, 1888 und letztmals 1907.:104 In der Zeit Honnefs als Kur- und Badestadt wurden hier neben den Mitgliedern der jüdischen Gemeinde auch gut ein Drittel der während ihres Aufenthalts verstorbenen jüdischen Kurgäste aus dem In- und Ausland, insbesondere der Lungenklinik Hohenhonnef, bestattet.:105 Nach 1870 wurden keine Juden aus Rheinbreitbach und Unkel mehr auf dem Friedhof beigesetzt.:104 Die letzte Belegung fand im Jahre 1947 statt.:107
Der Friedhof ging in den 1950er-Jahren in den Besitz der Jewish Trust Corporation (JTC) über und ist seit Anfang der 1960er-Jahre Eigentum des Landesverbands der Jüdischen Gemeinden von Nordrhein. Seine Unterhaltung hat die Stadt übernommen. Die Eintragung des Friedhofs in die Denkmalliste der Stadt Bad Honnef erfolgte am 8. Juli 1986.

## Beschreibung
Auf dem Friedhof sind insgesamt etwa 150 Gräber belegt worden, von denen noch 84 mit Grabsteinen (Mazewot) vorhanden sind.:106 Er gliedert sich in einen älteren Teil links und einen jüngeren Teil rechts des Hauptweges. Auf ersterem sind die Grabsteine nach Osten und auf letzterem nach Westen ausgerichtet.:105 Der Friedhof zeichnet sich durch seine hohen Lebensbäume aus. Am Ende des Hauptweges befindet sich eine im November 1968 auf einen Beschluss des Stadtrats hin von der Stadt Bad Honnef aufgestellte Gedenkstele, an der alljährlich zum Volkstrauertag Bürgermeister und Stadtrat gedenken.